# Marius Müller
Marius Müller (Heppenheim, Hesse, Alemania, 12 de julio de 1993) es un futbolista alemán que juega de portero en el VfL Wolfsburgo de la 1. Bundesliga.

## Trayectoria
Müller se unió al 1. FC Kaiserslautern en 2022 desde el TV 2883 Lampertheim. Debutó en la 2. Bundesliga el 11 de mayo de 2014 contra Fortuna Düsseldorf, en la derrota por 4-2 de visita.
En junio de 2016 fichó por el RB Leipzig por tres años. La transferencia fue reportada en €1.7 millones. En julio de 2017 regresó al 1. FC Kaiserslautern como préstamo por un año.
El 5 de julio de 2019 fichó por el F. C. Lucerna hasta 2022. Estuvo cuatro años, en los que disputó 139 partidos y ganó una Copa de Suiza, y en junio de 2023 regresó a Alemania después de fichar por el F. C. Schalke 04. En Gelsenkirchen permaneció una temporada antes de unirse al VfL Wolfsburgo.

## Estadísticas
Actualizado al último partido disputado el 8 de marzo de 2025.
| Club                                  | Div.          | Temporada     | Liga  | Liga  | Copas nacionales | Copas nacionales | Copas internacionales | Copas internacionales | Total | Total |
| Club                                  | Div.          | Temporada     | Part. | Goles | Part.            | Goles            | Part.                 | Goles                 | Part. | Goles |
| ------------------------------------- | ------------- | ------------- | ----- | ----- | ---------------- | ---------------- | --------------------- | --------------------- | ----- | ----- |
| 1. F. C. Kaiserslautern II · Alemania | 4.ª           | 2011-12       | 1     | 0     | —                | —                | —                     | —                     | 1     | 0     |
| 1. F. C. Kaiserslautern II · Alemania | 4.ª           | 2012-13       | 33    | 0     | —                | —                | —                     | —                     | 33    | 0     |
| 1. F. C. Kaiserslautern II · Alemania | 4.ª           | 2013-14       | 22    | 0     | —                | —                | —                     | —                     | 22    | 0     |
| 1. F. C. Kaiserslautern · Alemania    | 2.ª           | 2013-14       | 1     | 0     | 0                | 0                | —                     | —                     | 1     | 0     |
| 1. F. C. Kaiserslautern II · Alemania | 4.ª           | 2014-15       | 4     | 0     | —                | —                | —                     | —                     | 4     | 0     |
| 1. F. C. Kaiserslautern II · Alemania | Total club    | Total club    | 60    | 0     | 0                | 0                | 0                     | 0                     | 60    | 0     |
| 1. F. C. Kaiserslautern · Alemania    | 2.ª           | 2014-15       | 6     | 0     | 2                | 0                | —                     | —                     | 8     | 0     |
| 1. F. C. Kaiserslautern · Alemania    | 2.ª           | 2015-16       | 33    | 0     | 2                | 0                | —                     | —                     | 35    | 0     |
| R. B. Leipzig II · Alemania           | 4.ª           | 2016-17       | 5     | 0     | —                | —                | —                     | —                     | 5     | 0     |
| R. B. Leipzig II · Alemania           | Total club    | Total club    | 5     | 0     | 0                | 0                | 0                     | 0                     | 5     | 0     |
| 1. F. C. Kaiserslautern · Alemania    | 2.ª           | 2017-18       | 32    | 0     | 1                | 0                | —                     | —                     | 33    | 0     |
| 1. F. C. Kaiserslautern · Alemania    | Total club    | Total club    | 72    | 0     | 5                | 0                | 0                     | 0                     | 77    | 0     |
| R. B. Leipzig · Alemania              | 1.ª           | 2018-19       | 0     | 0     | 0                | 0                | 1                     | 0                     | 1     | 0     |
| R. B. Leipzig · Alemania              | Total club    | Total club    | 0     | 0     | 0                | 0                | 1                     | 0                     | 1     | 0     |
| F. C. Lucerna · Suiza                 | 1.ª           | 2019-20       | 35    | 0     | 4                | 0                | 4                     | 0                     | 43    | 0     |
| F. C. Lucerna · Suiza                 | 1.ª           | 2020-21       | 34    | 0     | 5                | 0                | —                     | —                     | 39    | 0     |
| F. C. Lucerna · Suiza                 | 1.ª           | 2021-22       | 28    | 0     | 2                | 0                | —                     | —                     | 30    | 0     |
| F. C. Lucerna · Suiza                 | 1.ª           | 2022-23       | 25    | 0     | 2                | 0                | —                     | —                     | 27    | 0     |
| F. C. Lucerna · Suiza                 | Total club    | Total club    | 122   | 0     | 13               | 0                | 4                     | 0                     | 139   | 0     |
| F. C. Schalke 04 · Alemania           | 2.ª           | 2023-24       | 21    | 0     | 1                | 0                | —                     | —                     | 22    | 0     |
| F. C. Schalke 04 · Alemania           | Total club    | Total club    | 21    | 0     | 1                | 0                | 0                     | 0                     | 22    | 0     |
| VfL Wolfsburgo · Alemania             | 1.ª           | 2024-25       | 6     | 0     | 1                | 0                | —                     | —                     | 7     | 0     |
| VfL Wolfsburgo · Alemania             | Total club    | Total club    | 6     | 0     | 1                | 0                | 0                     | 0                     | 7     | 0     |
| Total carrera                         | Total carrera | Total carrera | 286   | 0     | 20               | 0                | 5                     | 0                     | 311   | 0     |
| 1. 2.                                 |               |               |       |       |                  |                  |                       |                       |       |       |

## Palmarés

### Títulos nacionales
| Título        | Club          | País  | Año  |
| ------------- | ------------- | ----- | ---- |
| Copa de Suiza | F. C. Lucerna | Suiza | 2021 |